# Euxoa infausta
Euxoa infausta là một loài bướm đêm trong họ Noctuidae.